# Kościół św. Józefa w Płotnie
Kościół św. Józefa w Płotnie – katolicki kościół filialny zlokalizowany we wsi Płotno w gminie Pełczyce, w powiecie choszczeńskim (województwo zachodniopomorskie). Należy do parafii Matki Bożej Różańcowej w Boguszynach.

## Historia i architektura
Kościół, murowany w technice ryglowej, został wzniesiony w XVIII wieku. Oryginalnie był świątynią ewangelicką. Sytuowany na planie prostokąta, od strony wschodniej zakończony jest trójbocznie zamkniętym prezbiterium. Okna mają kształt prostokątny i podzielone są na kwatery. W zachodniej części korpusu nawowego osadzona jest masywna, oszalowana wieża. W 1920 roku miał miejsce remont kościoła.
Wnętrze kościoła nakryte jest drewnianym stropem. W tylnej części nawy znajduje się drewniana empora. Zachował się barokowy ołtarz. Teren kościoła otoczony jest kamienno-ceglanym murem.
Po II wojnie światowej kościół został konsekrowany jako świątynia katolicka w dniu 10 stycznia 1948 roku.